# Rumbos malditos
Rumbos malditos es una película en blanco y negro de Argentina que no fue estrenada en este país, por Goffredo Alessandrini sobre el guion de  Nathán Pinzón que tuvo como protagonistas a Carlos Cores, Fernanda Mistral, Enrique Kossi e Inés Moreno. Junto con el filme  Mate Cosido, fueron las únicas películas filmadas en Argentina por el director, que había nacido en El Cairo y cumplido una larga trayectoria en el cine europeo. 

## Reparto
- Carlos Cores
- Fernanda Mistral
- Ignacio Quirós